# 襄阳郡
襄阳郡，中国古代的郡。

## 建置沿革

### 魏晉南北朝
漢獻帝建安十三年（208年），权臣曹操盡得荆州之地，分南郡、南陽郡立襄陽郡，治所在襄阳县（今湖北省襄阳市汉水南襄城区），隸荊州，领襄阳、中卢、邔、宜城、鄀及山都六县，辖境约今湖北省襄阳、南漳、宜城、当阳、远安等市县地。不久，与曹操敌对的军阀刘备夺取部分襄阳郡，以关羽为襄阳太守，治荆城，后仍改称南郡。延康元年（220年），襄阳曾被孙权占领，但很快被曹魏收复，后曹魏又从孙权治下夺取临沮、旌阳并纳入管辖。晉武帝太康中，襄陽郡領八縣：宜城、中廬、臨沮、邔、襄陽、山都、鄧、鄾。
東晉時，臨沮縣改屬南郡，山都縣改屬新野郡，鄧縣改屬京兆郡，省併宜城、鄾二縣。晉孝武帝時，僑立雍州於襄陽。宋文帝元嘉二十六年（449年），割荊州之襄陽、南陽、新野、順陽、隋五郡為雍州，治所在襄陽。南齊時，析置建昌縣。
梁武帝中大同元年（546年），蕭詧出鎮雍州。侯景之亂爆發後，蕭詧投靠西魏對抗梁元帝，西魏趁機奪取雍州，蕭詧在襄陽承制。承聖三年（554年），蕭詧助西魏殺梁元帝，西魏改雍州為襄州。

### 隋唐
隋文帝开皇三年（583年），廢襄陽郡，其地屬襄州。隋煬帝大業三年（607年），改襄州为襄陽郡。襄陽郡領十一縣：襄陽、安養、穀城、上洪、率道、漢南、陰城、義清、南漳、常平、鄀。
唐高祖武德四年（621年），平王世充，改襄陽郡為襄州。唐玄宗天寶元年（742年），改襄州為襄陽郡。襄陽郡領七縣：襄陽、臨漢、穀城、義清、南漳、率道、樂鄉。天寶七載（748年），改率道縣為宜城縣。唐肃宗乾元元年（758年），復改襄陽郡為襄州。

## 人口
- 晉武帝太康三年（282年），襄陽郡有22700戶。[1]
- 宋孝武帝大明八年（464年），襄陽郡有4024戶，16496口。[2]
- 隋煬帝大業五年（609年），襄陽郡有99577戶。[5]
- 唐玄宗天寶十三載（754年），襄陽郡有47780戶，252001口。[6]

## 行政長官

### 襄陽太守（208年—301年）
- 關羽，字雲長，河東解人，漢獻帝建安十三年（208年）由劉備任命，驻江北。[7]
- 潘璋，字文珪，東郡發干人，吳大帝黄武元年（222年）由孫權任命（遥领）。[8]
- 胡烈，魏元帝景元二年（261年）在任。[9]
- 周奇，晉武帝太康元年（280年）在任。[10]
- 棗腆，字玄方，西晉時在任。[11]
- 宗岱，晉惠帝永康二年（301年）在任。[12]

### 襄陽内史（301年—310年代）
- 華恢，晉惠帝永安元年（304年）在任。[13]
- 皮初，晉惠帝時在任。[14]

### 襄陽太守（310年代—460年）
- 曹攄，字顏遠，譙國譙人，西晉晚期在任。[15]
- 朱軌，晉元帝建武元年（317年）戰死。[16]
- 周慮，晉元帝永昌元年（322年）在任。[16]
- 虞悝，長沙人，晉明帝太宁二年（324年）贈。[17]
- 應誕，晉康帝時在任。[18]
- 閻震，秦宣昭帝建元十七年（381年）在任。[19]
- 夏侯宗之，晉安帝隆安元年（397年）在任。[20]
- 劉道產，彭城呂人，宋文帝元嘉八年（431年）到十九年（442年）在任。[21]
- 蕭思話，南蘭陵人，宋文帝元嘉二十年（443年）到二十二年（445年）在任。[22]
- 柳元景，字孝仁，河東解人，宋孝武帝元嘉三十年（453年）離任。[23]
- 蕭惠開，南蘭陵人，宋孝武帝大明二年（458年）出任。[24]

### 襄陽太守（460年—478年）
- 袁顗，字景章，陳郡陽夏人，宋孝武帝大明八年（464年）除，未行。[25]
- 袁顗，字景章，陳郡陽夏人，宋前廢帝景和元年（465年）出任，宋明帝泰始二年（466年）伏誅。[25]
- 張悅，吳郡吳人，宋明帝泰始四年（468年）離任。[26]
- 蕭賾，字宣遠，蘭陵人，宋明帝時在任。[27]
- 陸澄，字彥淵，吳郡吳人，宋後廢帝時在任。[28]

### 襄陽相（478年—483年）
- 張瑰，字祖逸，吳郡吳人，齊武帝建元四年（482年）出任，永明元年（483年）改為太守。[29]

### 襄陽太守（483年—557年）
- 張瑰，字祖逸，吳郡吳人，齊武帝永明元年（483年）由相改稱，永明四年（486年）離任。[29]
- 王茂，字休遠，太原祁人，齊東昏侯永元三年（501年）在任。[30]
- 韋正，字敬直，京兆杜陵人，梁武帝天監中在任。[31]
- 韋放，字元直，京兆杜陵人，梁武帝普通中在任。[32]
- 蔡大寶，字敬位，濟陽考城人，蕭詧太清四年（550年）領。[4]
- 岑善方，字思義，南陽棘陽人，西魏文帝大统二十年（554年）離任。[4]

### 襄陽郡太守（742年—758年）
- 徐恽（天宝初年）
- 卫玠（744年）
- 韋陟（745年），字殷卿，京兆萬年人，唐玄宗時在任。[33]
- 陸景融（746年—747年），吳郡吳人，唐玄宗時在任。[34]
- 裴宽（749年）
- 张九皋（750年）
- 李憕（751年）
- 张愿（天宝年间）
- 源侑（755年）
- 徐浩（755年—756年），唐玄宗天寶十四載（755年）到十五載（756年）在任。[35]
- 韩洪（756年）
- 崔伯阳（756年）
- 魏仲犀，唐玄宗天寶十五載（756年）出任。[35]
- 李峘（756年—757年），唐肅宗至德二載（757年）離任。[36]
- 鲁炅（757年）[37]

## 封侯

### 西晉襄陽國（301年—311年）
| 襄陽國（301年—311年） |        |    |        |             |          |
| 代數                  | 封爵   | 謚 | 姓名   | 在位時間    | 備註     |
| 1                     | 襄陽王 |    | 司馬範 | 301年—311年 | 司马玮子 |
| 沒於劉聰，國絕        |        |    |        |             |          |

### 南朝宋襄陽國（460年）
| 襄陽國（460年）/新安國（460年—465年）/始平國（465年—466年）丨食邑2000戶 |                            |        |        |             |                |
| 代數                                                                    | 封爵                       | 謚     | 姓名   | 在位時間    | 備註           |
| 1                                                                       | 襄陽郡王→新安郡王→始平郡王 | 孝敬王 | 劉子鸞 | 460年—466年 | 宋孝武帝第八子 |

### 南朝宋齊襄陽國（478年—483年）
| 襄陽國（478年—483年）        |              |    |        |             |      |
| 以討沈攸之之功封，食邑4000戶 |              |    |        |             |      |
| 代數                         | 封爵         | 謚 | 姓名   | 在位時間    | 備註 |
| 1                            | 襄陽郡開國公 |    | 張敬兒 | 478年—483年 |      |
| 伏誅，國除                   |              |    |        |             |      |